# Yigoga turcicola
Yigoga turcicola là một loài bướm đêm trong họ Noctuidae.